# اشک‌های آپاچی

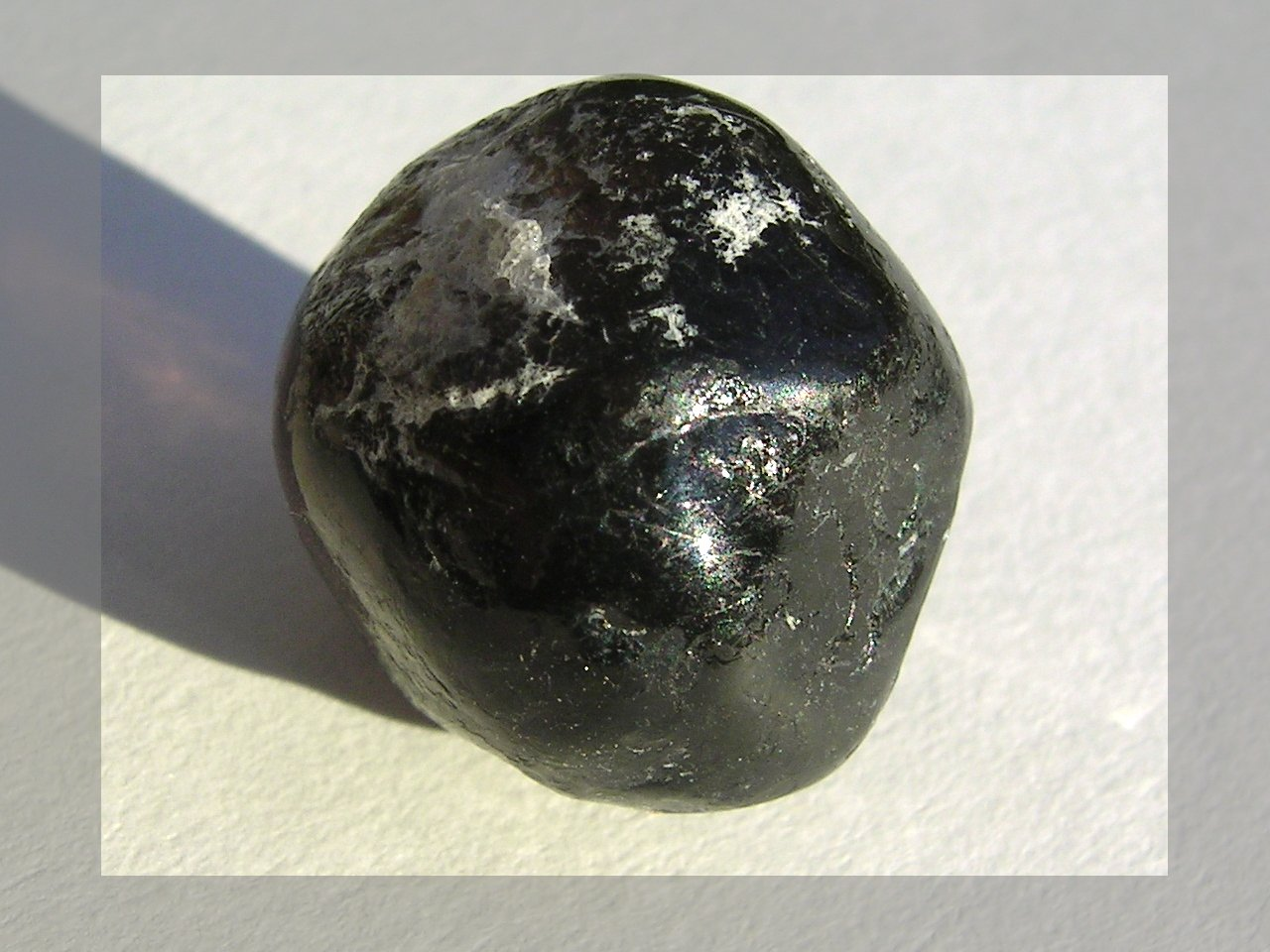
یک اشک آپاچی.

اشک‌های آپاچی (انگلیسی: Apache tears) دانه‌هایی گرد از ابسیدین یا «ابسیدینیت‌ها» هستند که از شیشه آتشفشانی طبیعی سیاه یا تیره‌رنگ با ترکیب معمولاً ریولیتی تشکیل شده‌اند و شکستگی صدفی دارند. این نوع ابسیدین که با اصطلاح سنگ‌شناسی «مارکانیت» نیز شناخته می‌شود، به صورت اجسام نیمه‌مدور تا نیمه‌گوشه‌دار با قطر تقریبی ۵ سانتی‌متر (۲ اینچ) با سطوح فرورفته یافت می‌شود. گاهی درون این سنگ‌ها نوارهای باریک یا میکرولیت وجود دارد و اگرچه در نور بازتابیده سیاه و کدر به نظر می‌رسند، ممکن است در نور عبوری نیمه‌شفاف باشند. سختی اشک‌های آپاچی در مقیاس سختی موس بین ۵ تا ۵٫۵ است.

## زمین‌شناسی
اشک‌های آپاچی از جریان‌های گدازه سیلیسی، گنبدهای گدازه‌ای یا توف فوران‌های خاکستری که اغلب همراه یا به‌صورت جای گرفته در پرلایت خاکستری تشکیل می‌شوند. این کره‌ها به‌عنوان هسته در توده‌های پرلیتی که اغلب بافتی از شکستگی‌های پیازمانند و منحنی دارند، قرار گرفته‌اند. ظاهراً تشکیل این ساختار به سرد شدن‌های افتراقی و میزان آب و قلیایی موجود بستگی دارد. وجود بیش از حد آب در هنگام سرد شدن سریع و سردایش گدازه ریولیتی باعث هیدراته شدن ابسیدین می‌شود (یعنی ورود آب به شیشه ابسیدین آن را به پرلیت تبدیل می‌کند). در جایی که هیدراتاسیون پرلیت به‌طور ناقص صورت گرفته باشد، هسته‌های ابسیدین تازه به صورت دانه‌های مارکانیت یا اشک آپاچی باقی می‌مانند. این نوع سنگ‌زایی گهگاه در متون زمین‌شناسی شرح داده شده‌است (برای مثال).
اشک‌های آپاچی در بسیاری از نواحی آتشفشانی مربوط به دوره ترشیاری در غرب ایالات متحده، به ویژه آریزونا، یافت می‌شوند. نمونه‌هایی از آریزونا به‌طور گسترده جمع‌آوری شده و در تجارت گوهرتراشی و نمونه‌ها به فروش می‌رسند. چندین ناحیه در غرب نوادا نیز دارای اشک آپاچی فراوان در بسترهای توف‌دار هستند. این مناطق به‌واسطه راهنماهای گوهرشناسان در تجارت جواهرسازی عمومیت یافته‌اند. نمونه‌هایی از بسیاری از این سایت‌ها به شدت توسط گوهرشناسان و علاقه‌مندان گوهرتراشی جمع‌آوری شده‌اند. این اشک‌ها اغلب صیقل می‌خورند و می‌توانند به عنوان نوعی گوهرسنگ در نظر گرفته شوند. در بخش «گوهرسنگ‌های نوادا» توسط رز و فرداک نیز به محل یافت آنها اشاره شده‌است.

## در فرهنگ
نام «اشک آپاچی» از افسانه‌ای از قبیله آپاچی سرچشمه می‌گیرد: در دهه ۱۸۷۰ میلادی، حدود ۷۵ نفر از جنگجویان آپاچی و سواره‌نظام آمریکا در کوهی مشرف به آنچه اکنون سوپریور، آریزونا نام دارد، با هم جنگیدند. جنگجویان آپاچی که با شکست مواجه شده و در تعداد بسیار کمتر بودند، به جای تسلیم، اسب‌های خود را از کوه به سمت مرگ راندند. همسران و خانواده‌های جنگجویان وقتی از این فاجعه مطلع شدند، اشک ریختند و قطرات اشکشان پس از برخورد با زمین به سنگ تبدیل شد.
خواننده و ترانه‌سرای آمریکایی جانی کش آهنگی به نام «اشک‌های آپاچی» برای آلبوم خود به نام اشک‌های تلخ: ترانه‌هایی از سرخ‌پوستان آمریکا در سال ۱۹۶۴ ساخت.